# دومینیک برگدورف
دومینیک برگدورف (انگلیسی: Dominik Bergdorf؛ زادهٔ ۳ فوریهٔ ۱۹۹۳) بازیکن فوتبال اهل آلمان است.
از باشگاه‌هایی که در آن بازی کرده‌است می‌توان به باشگاه فوتبال یان رگنسبورگ اشاره کرد.